# Nikon D300s
La D300s è una fotocamera reflex digitale (DSLR) professionale prodotta dalla Nikon Corporation e presentata il 30 luglio 2009. Sostituisce la D300 come modello di punta del formato DX introducendo, tra le caratteristiche principali, la possibilità di registrare video in formato HD (senza autofocus e con audio stereo solo connettendo un microfono esterno).
La D300s è uscita di produzione a fine 2011 ma è rimasta in vendita ancora a lungo.

## Caratteristiche
La D300s è un'evoluzione del modello D300: con quest'ultima condivide infatti gran parte della struttura interna ed esterna, tra cui il corpo macchina tropicalizzato con telaio in lega di magnesio, il sensore CMOS da 12.3 megapixel (formato Nikon DX) e il modulo autofocus Multi-CAM 3500DX a 51 punti.
La novità di spicco rispetto alla D300 è la modalità D-Movie, che permette di realizzare video 720p in formato AVI a 24 fps; la registrazione del sonoro avviene con un microfono interno alla fotocamera, ma è disponibile una presa per collegare un dispositivo esterno.
Nuova è anche la disposizione di alcuni comandi, con l'introduzione di un tasto dedicato per il Live View, un pulsante Info per accedere velocemente alle impostazioni di alcuni parametri fondamentali della fotocamera e la modifica del joystick multidirezionale (per la navigazione nei menu e il controllo dei punti di messa a fuoco), ora identico a quello presente su D3 e D700.
Lo slot per le schede di memoria diventa doppio e permette l'utilizzo di due schede in contemporanea, una CompactFlash (Tipo I) e una Secure Digital (compatibile SDHC).
Alle modalità di scatto già presenti sulla D300 (Singolo, Continuo a bassa velocità, Continuo ad alta velocità, Autoscatto, Mirror up) si aggiunge il Quiet Mode che permette di ridurre parzialmente il rumore prodotto dal movimento dello specchio.
La massima velocità nello scatto continuo sale fino a 7 immagini al secondo (dalle 6 della D300), che diventano 8 con il battery grip opzionale MB-D10 associato ad una batteria EN-EL4a o pile alcaline AA.